# Зейналов, Руслан Бахтиярович
Русла́н Бахтия́рович Зейна́лов (укр. Руслан Бахтіярович Зейналов; 19 июня 1982, Ворошиловград, УССР, СССР) — украинский футболист, полузащитник.

## Биография

### Клубная карьера
Футболом начал заниматься в Луганском спортинтернате, первый тренер — Алексеев О. В. Выступал за клубы: «Заря» (Луганск),2000-2001 ФК"Рига"2002-2003. В 2004—2006 году попал в клуб «Сталь» (Алчевск). Вместе с командой вышел в Высшую лигу Украины.
С 2006 года выступал за «Нефтяник-Укрнефть», вместе с командой вышел в премьер лигу, дебютировал 21 июля 2007 года в матче «Нефтяник-Укрнафта» — «Шахтёр» (0:3). В конце 2007 года был выставлен на трансфер. После этого перешёл в «Крымтеплицу» из Молодёжного. Был признан болельщиками лучшим игроком «Крымтеплицы» во втором круге 17-го чемпионата. В октябре 2008 года клуб досрочно расторг контракт.
В 2009 году перешел в ФК «Десна» Чернигов, во втором круге чемпионата стал лучшим бомбардиром команды. Летом 2009 года перешёл в ФК «Александрия». Вместе с командой вышел в премьер лигу. В 2012 году вновь перешел ФК «Крымтеплицу» на правах аренды, после чего подписал полноценный контракт. В 2013 году перешел в ФК «Белшина», Белоруссия, после первого круга вернулся в «Александрию» и в этом клубе в конце 2014 года закончил карьеру.

### Карьера в сборной
В мае 2008 года был вызван в состав сборной Азербайджана немецким специалистом Берти Форгстом, тогда команда должна была сыграть в июне два матча против сборной Боснии и Герцеговины и против Андорры. Но в составе сборной не сыграл, он получил травму в процессе подготовки к матчу с Андоррой.

## Достижения
- Мастер спорта по футболу.[источник не указан 1191 день] Победитель Первой лиги Украины (3): 2004/05, 2006/07, 2010/11
- Серебряный призёр Первой лиги Украины (1): 2013/14